# شونیچیرو زایتسو
شونیچیرو زایتسو (انگلیسی: Shunichiro Zaitsu؛ زادهٔ ۲۳ ژانویهٔ ۱۹۸۷) بازیکن فوتبال اهل ژاپن است.
از باشگاه‌هایی که در آن بازی کرده‌است می‌توان به باشگاه فوتبال شیمیزو اس-پالس اشاره کرد.